# ثابو مولوي
ثابو مولوي (بالإنجليزية: Thabo Moloi)‏ هو لاعب كرة قدم جنوب أفريقي في مركز الدفاع، ولد في 23 مارس 1994 في فيرينخن في جنوب أفريقيا. لعب مع سوبر سبورت يونايتد.

## وصلات خارجية
- ثابو مولوي على موقع قاعدة بيانات كرة القدم.إي يو (الإنجليزية)
- ثابو مولوي على موقع Soccerway.com (الإنجليزية)